# Leon Gumański
Leon Gumański (ur. 22 lutego 1921 w Warszawie, zm. 31 maja 2014) – polski profesor logiki i filozofii.

## Życiorys
W 1938 roku ukończył prywatne gimnazjum typu humanistycznego w Warszawie. W czasie okupacji przymusowo pracował w IG Farbenindustrie w Oświęcimiu, w latach 1942-1945. W 1945 roku był także pracownikiem umysłowym w Starostwie Powiatowym w Prudniku. W 1950 roku ukończył studia filozoficzne na Uniwersytecie Wrocławskim. Następnie przeniósł się na Uniwersytet Mikołaja Kopernika w Toruniu, gdzie w 1960 roku obronił doktorat pt. Logika klasyczna a założenia egzystencjalne. Cztery lata później uzyskał habilitację za rozprawę zatytułowaną Jedynkowe systemy aksjomatyczne. W 1986 roku uzyskał tytuł profesora. W 1991 roku przeszedł na emeryturę.
Od 1958 roku był członkiem Polskiego Towarzystwa Filozoficznego, a od 1961 Towarzystwa Naukowego w Toruniu. W latach 1984–1989 był zastępcą przewodniczącego Komitetu Nauk Filozoficznych PAN. Od 1981 roku był redaktorem naczelnym "Ruchu Filozoficznego".
Pracując na UMK, pełnił funkcję prodziekana (1966-1969), dziekana (1975-1978) i kierownika Katedry Logiki (1966-1991) Wydziału Humanistycznego.
Był często zapraszany na odczyty lub wykłady za granicą, m.in. w Genewie (1962), Lipsku (1976, 1984, 1988, 1991), Sofii (1980, 1985) czy Oslo (1989). Jego specjalnością są logika klasyczna, systemy logiki deontycznej, metody i klasyfikacja dowodów, antymonie logiki i semantyki.
W książce swojego autorstwa argumentuje na rzecz rozstrzygalności węższego rachunku funkcyjnego, co jest niezgodne z ogólnie uznanym dowodem o nierozstrzygalności rachunku predykatów pierwszego rzędu, autorstwa Alonzo Churcha z 1936 roku.

## Odznaczenia i nagrody
- Krzyż Kawalerski Orderu Odrodzenia Polski[1]
- Nagroda Ministerstwa Nauki, Szkolnictwa Wyższego i Techniki (1984)
- Srebrna Odznaka UMK (1970)
- Medal 40-lecia UMK (1986)